# Rhode Island
Il Rhode Island, ufficialmente Stato del Rhode Island (fino al 3 novembre 2020 Stato del Rhode Island e delle Piantagioni di Providence), è uno stato degli Stati Uniti d'America (sigla RI), nella regione del New England. È il più piccolo per superficie, il quarantatreesimo per popolazione e il secondo per densità abitativa, preceduto solo dal New Jersey. La capitale è Providence.
Confina a nord e ad est con il Massachusetts e a ovest con il Connecticut, mentre a sud è delimitato dallo stretto del Rhode Island e dall'oceano Atlantico (ha a sud un confine marino con lo Stato di New York); comprende la pianura attorno alla baia di Narragansett e numerose isole, la maggiore delle quali ha dato il nome allo stato.
Il Rhode Island è stata una delle tredici colonie a dichiarare l'indipendenza dall'Impero britannico il 4 luglio 1776, proclamandosi autonomo il 4 maggio 1776, due mesi prima rispetto alle altre colonie. È anche stato l'ultimo dei 13 stati a ratificare la Costituzione degli Stati Uniti.

## Geografia fisica

### Territorio
Il Rhode Island ha una superficie di 3.140 km², pari a 1.214 miglia quadrate, e confina a nord e ad est con il Massachusetts, ad ovest con il Connecticut e a sud con l'Oceano Atlantico.
Soprannominato Ocean State per l'alto numero di spiagge, il suo punto più elevato è la Jerimoth Hill (247 m). Il territorio lungo la costa è prevalentemente pianeggiante, e diventa collinare nell'entroterra; è bagnato da numerosi fiumi, il maggiore dei quali è il Blackstone.

### Clima
Il clima, nonostante il Rhode Island sia in posizione oceanica, è prettamente continentale o continentale-marittimo. In effetti secondo la classificazione dei climi di Köppen il Rhode Island ha un'estate calda e quindi con temperature medie del mese più mite sotto i 22 °C (" b ").
In genere le stagioni estive sono calde e la forte continentalità fa sì che in alcune occasioni i caldi venti da Sud-Ovest possano far salire le temperature oltre 35 °C. Ma in questi mesi dell'anno sono anche frequenti i forti temporali e gli improvvisi rovesci accompagnati anche da grandine. Gli inverni sono freddi, in questo periodo dell'anno si alternano le piogge e le nevicate anche abbondanti. Nei mesi più freddi le medie delle minime sono sotto lo zero anche lungo le coste, con frequenti giornate di gelo e giorni in cui nemmeno le massime salgono sopra lo zero (a Providence la temperatura più bassa registrata è stata di -32,2 °C). La zona può essere investita da blizzard che paralizzano il traffico.
La primavera resta fredda e anche nevosa nella prima parte mentre da aprile in poi si assiste a un sensibile aumento termico e un forte risveglio vegetativo. L'autunno registra ancora giornate tiepide e soleggiate e anche, nella seconda parte, le prime irruzioni di gelo e le prime nevicate fin sulla costa. Sono proprio le prime temperature sotto lo zero che permettono lo sfolgorante quanto spettacolare fenomeno del "fogliame autunnale" ossia la colorazione di accesi colori marrone e rosso pastello delle foglie decidue delle grandi foreste della Nuova Inghilterra.
La caduta di piogge e in genere di precipitazioni è più che discreta e distribuita lungo tutto l'anno. Mediamente cadono circa 1 100 mm all'anno.

## Storia
Nel 1636 Roger Williams, dopo essere stato espulso dalla Colonia della Baia del Massachusetts per le sue idee religiose, si ritirò nella baia di Narragansett. Qui, su un terreno concessogli dalle tribù Narraganset e Pequot fondò la colonia di Providence che lui stesso aprì a tutte le religioni.
Si costituì nel 1647 come unione di più colonie indipendenti (Providence, Portsmouth, Newport, Warwick). Nel 1774 il Rhode Island è la prima delle 13 colonie americane a mettere fuori legge l'importazione di schiavi. Vi fu istituito il 1º Reggimento Rhode Island, primo reggimento dell'esercito continentale composto esclusivamente da afroamericani. Divenuto stato indipendente dopo il 1776, entrò il 29 maggio 1790 nell'Unione degli Stati Uniti d'America solo dopo forti pressioni del governo statunitense. Si oppose alla guerra anglo-americana del 1812 che segnò la fine del suo commercio internazionale ed a quella con il Messico del 1846. Nel 1919 fu l'unico stato a rifiutare lo statuto sulla proibizione alcolica.

## Origini del nome
Il nome Rhode Island and Providence Plantations deriva dall'unione di due comunità differenti. Rhode Island era il nome di una colonia che sorgeva sull'isola di Aquidneck, presso l'odierna città di Newport. Non è chiaro su che base Aquidneck sia stata chiamata Rhode Island, ma vi sono due famose teorie:
- la prima sostiene che il navigatore italiano Giovanni da Verrazzano, una volta giunto nella baia di Narragansett, abbia visto un'isola la cui forma gli ricordava quella di Rodi, nel mar Egeo. I padri pellegrini che arrivarono successivamente all'esplorazione di Verrazzano, non conoscendo con certezza quale fosse l'isola ribattezzata Rodi stabilirono che fosse Aquidneck;
- la seconda teoria vuole che l'esploratore olandese Adriaen Block, passato da Aquidneck verso il 1610, abbia descritto l'isola come dall'apparenza rossa (een rodlich Eylande in olandese). probabilmente il rossore dell'isola era dovuto alla presenza di fogliame e di argilla rossa lungo le coste;

Il primo a menzionare Aquidneck come Rhode Island fu, nel 1637, Roger Williams. Nel 1644 venne ufficialmente stabilito che l'isola di Aquidneck sarebbe stata d'ora in poi chiamata Rhodes Island o Isola di Rodes. Da notare che nelle mappe olandesi, fino al 1659, Aquidneck venne chiamata Roodt Eylant (Isola Rossa).
Il nome Providence Plantations è il nome dato da Williams alla colonia che lui stesso fondò nel 1636, colonia che in seguito è diventata la capitale statale Providence. Providence è riferito alla divina provvidenza, mentre Plantations era un termine con cui si indicava una colonia.

## Economia
L'industria è basata essenzialmente sul settore manifatturiero; l'agricoltura ha un'importanza secondaria, soprattutto per la modesta estensione territoriale.

## Società

### Evoluzione demografica
Nel censimento del 2000 l'85% della popolazione risulta essere di etnia caucasica, il 4,5% di etnia afroamericana, il 2,3% asiatica.
I sei maggiori gruppi etnici del Rhode Island sono: Italiani (19%), Irlandesi (18,4%), Francesi (compresi franco-canadesi) (17,3%), Inglesi (12%), Ispanici 11% (soprattutto Portoricani e Dominicani), e Portoghesi (8,7%).
Sempre in base al Censimento del 2000, l'8,07% della popolazione al di sopra dei 5 anni parla spagnolo a casa, mentre il 3,8% parla portoghese, l'1,96% francese, e l'1,39% italiano.

### Città
La città più popolosa è la capitale Providence, tutte le altre sono sotto i 100.000 abitanti.
Da una stima del 1º luglio 2007 queste sono le prime 10 città per numero di abitanti:
1. Providence, 172.459
2. Warwick, 86.837
3. Cranston, 80.463
4. Pawtucket, 72.342
5. East Providence, 48.779
6. Woonsocket, 43.590
7. Coventry, 34.510
8. Cumberland, 34.314
9. North Providence, 32.885
10. West Warwick, 29.289

### Religione
Il Rhode Island è l'unico stato degli Stati Uniti ad avere una forte maggioranza cattolica, principalmente a causa delle origini italiane, portoghesi, irlandesi e franco-canadesi di gran parte degli abitanti dello Stato.
- Cristiani 87,5%
  - Cattolici 63,6%
  - Protestanti: 21,6%
    - Episcopali 5,1%
    - Battisti 6,3%
    - Altri protestanti 3,2%

  - Altri Cristiani 2,3%
- Ebrei 1,6%
- Musulmani 0,4%
- Non religiosi - Atei 6%
- Altre religioni 4,5%

## Amministrazione

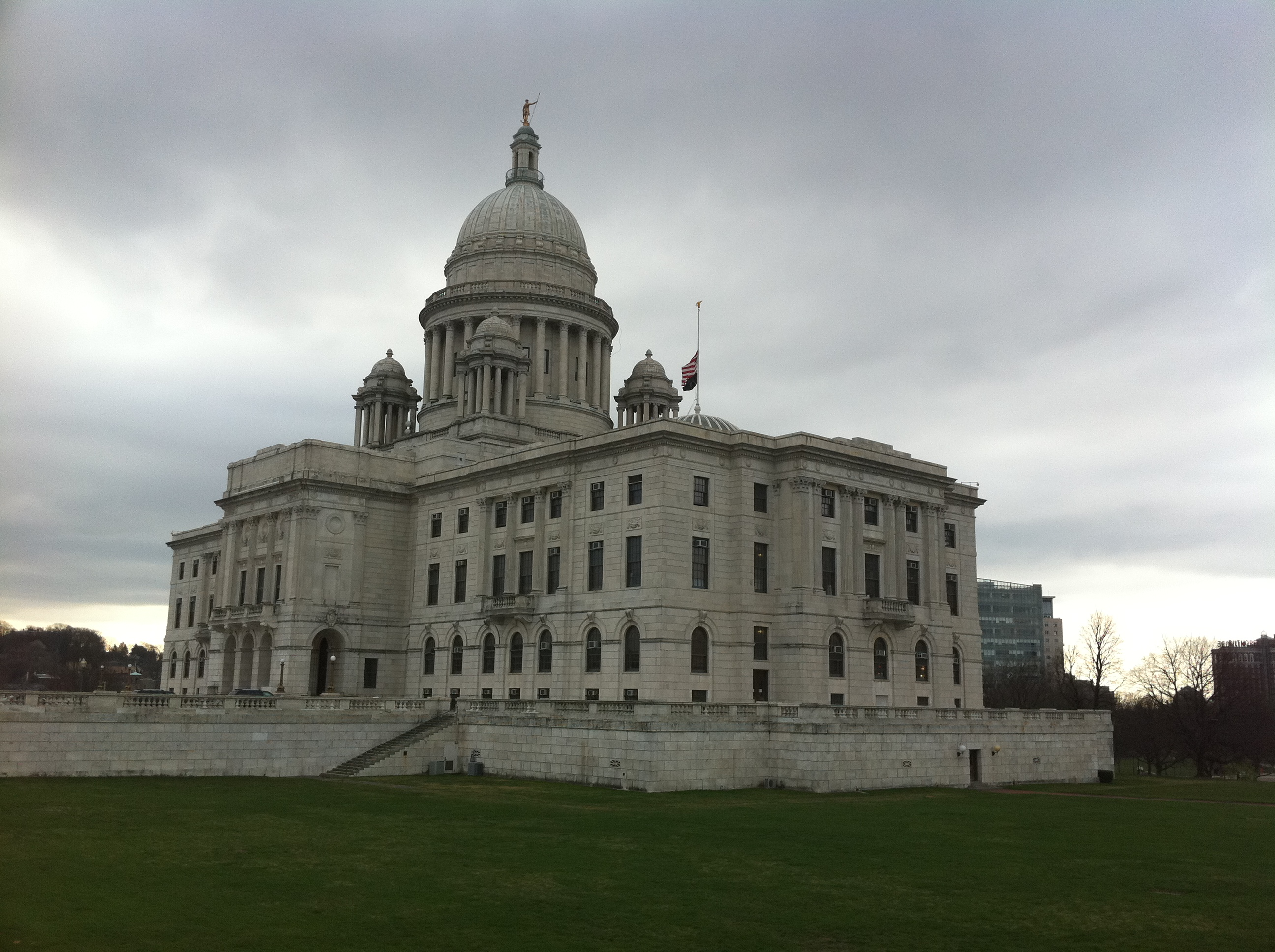
Rhode Island State Capitol

### Gemellaggi
- Rodi
- Imperia[7]